# Дагмар Ром
Дагмар Ром  (нім. Dagmar Rom, 16 червня 1928 — 13 жовтня 2022) — австрійська гірськолижниця, олімпійська медалістка.

## Виступи на Олімпіадах
| Олімпіада        | Дисципліна         | Місце |
| ---------------- | ------------------ | ----- |
| Санкт-Моріц 1948 | швидкісний спуск   | DNS   |
| Осло 1952        | швидкісний спуск   | 5     |
| Осло 1952        | гігантський слалом | 2     |
| Осло 1952        | слалом             | 36    |